# Бетбез
Бетбе́з (фр. Betbèze, окс. Bèthvéser) — коммуна во Франции, находится в регионе Юг — Пиренеи. Департамент — Верхние Пиренеи. Входит в состав кантона Кастельно-Маньоак. Округ коммуны — Тарб.
Код INSEE коммуны — 65088.

## География

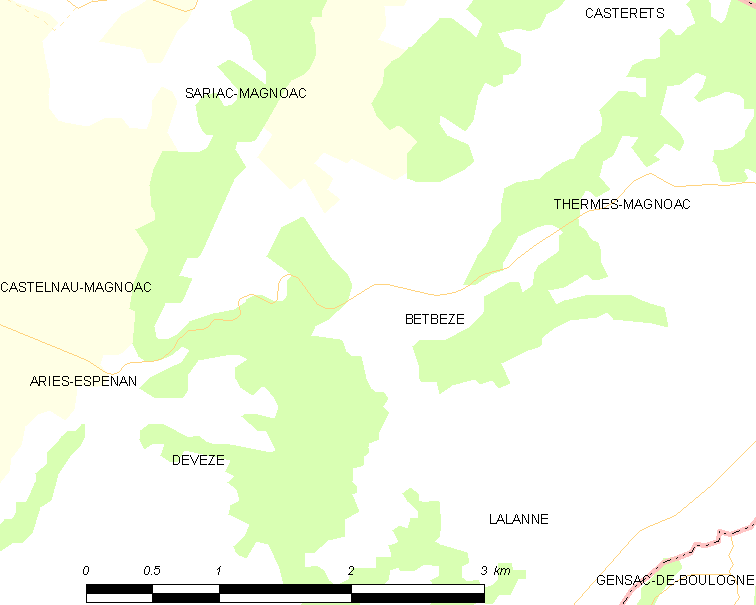
Карта коммуны

Коммуна расположена приблизительно в 640 км к югу от Парижа, в 80 км юго-западнее Тулузы, в 45 км к востоку от Тарба.
По территории коммуны протекает река Арратс.

## Климат
Климат умеренно-океанический с солнечной тёплой погодой и обильными осадками на протяжении практически всего года.

## Население
Население коммуны на 2010 год составляло 43 человека.
| 1962 | 1968 | 1975 | 1982 | 1990 | 1999 | 2010 |
| ---- | ---- | ---- | ---- | ---- | ---- | ---- |
| 63   | 58   | 48   | 38   | 43   | 41   | 43   |

## Администрация
| Период | Период | Фамилия        | Партия                              | Примечания |
| ------ | ------ | -------------- | ----------------------------------- | ---------- |
| 2008   | 2020   | Кристиан Дютре | Французская коммунистическая партия |            |

## Экономика
В 2010 году среди 18 человек трудоспособного возраста (15-64 лет) 14 были экономически активными, 4 — неактивными (показатель активности — 77,8 %, в 1999 году было 44,0 %). Из 14 активных жителей работали 14 человек (7 мужчин и 7 женщин), безработных не было. Среди 4 неактивных 0 человек были учениками или студентами, 3 — пенсионерами, 1 был неактивным по другим причинам.

## Достопримечательности
- Часовня Св. Брикция (XI век). Исторический памятник с 1977 года[4]